# Wakacje kredytowe
Wakacje kredytowe – możliwość zawieszenia spłaty kredytu na określony czas. Można je podzielić na ustawowe wakacje kredytowe oraz komercyjne wakacje kredytowe.
Wariantem wakacji kredytowych jest karencja w spłacie, dotyczy ona zwolnienia ze spłaty części kapitałowej, ale nie odsetek.
Istnieją dwa sposoby rozliczania środków niespłaconych w trakcie wakacji kredytowych – to wydłużenie okresu kredytowania lub rozłożenie tej wartości na pozostałe raty przy niezmiennym okresie kredytowania. Niektóre banki pobierają opłatę za udzielenie wakacji kredytowych lub przygotowanie odpowiedniego aneksu do umowy.